# Hypoeschrus strigosus
Hypoeschrus strigosus är en skalbaggsart som först beskrevs av Leonard Gyllenhaal 1817.  Hypoeschrus strigosus ingår i släktet Hypoeschrus och familjen långhorningar.
Artens utbredningsområde är:
- Botswana.
- Kenya.
- Moçambique.
- Niger.
- Senegal.
- Sierra Leone.
- Togo.

Inga underarter finns listade i Catalogue of Life.